# Louchi
Louchi (russisch Ло́ухи, karelisch Louhi) ist eine Siedlung städtischen Typs in der Republik Karelien in Russland mit 4772 Einwohnern (Stand 14. Oktober 2010).

## Geographie
Der Ort liegt etwa 480 km Luftlinie nördlich der Republikhauptstadt Petrosawodsk wenig südlich des Polarkreises. Er befindet sich zwischen mehreren Seen, die – teils über den Fluss Keret – zum knapp 50 km entfernten Weißen Meer entwässern.
Louchi ist Verwaltungszentrum des Rajons Louchski sowie Sitz und einzige Ortschaft der Stadtgemeinde Louchskoje gorodskoje posselenije.

## Geschichte
Der Ort entstand 1913 im Zusammenhang mit dem Bau der Murmanbahn von Sankt Petersburg nach Murmansk, als dort ein Bahnhof errichtet wurde. Der Name bezieht sich auf Louhi, eine Gestalt der finnischen Mythologie, die unter anderem im Epos Kalevala vorkommt.
Am 29. August 1927 wurde Louchi Verwaltungssitz eines neu geschaffenen, nach ihm benannten Rajons. 1944 erhielt es den Status einer Siedlung städtischen Typs.
International bekannt wurde der Ort, als am 20. April 1978 ein verflogenes Flugzeug der Korean Air Lines auf dem Flug 902 wegen Verletzung des Luftraumes von sowjetischen Abfangjägern beschossen und beschädigt wurde und auf einem zugefrorenen See 3 km südlich des Orts notlandete.

### Bevölkerungsentwicklung
| Jahr | Einwohner |
| ---- | --------- |
| 1939 | 2076      |
| 1959 | 6107      |
| 1970 | 5376      |
| 1979 | 5548      |
| 1989 | 6405      |
| 2002 | 5920      |
| 2010 | 4772      |

Anmerkung: Volkszählungsdaten

## Verkehr
Louchi besitzt einen Bahnhof bei Kilometer 1002 der 1916 eröffneten Bahnstrecke Sankt Petersburg–Murmansk. Sie wurde von Süden bis Louchi 1988 und weiter in nördlicher Richtung in den 1990er-Jahren elektrifiziert. In westlicher Richtung zweigt eine etwa 102 km lange Nebenstrecke nach Pjaoserski (Bahnhof Pjaosero) ab, die nur im Güterverkehr betrieben wird.
Sieben Kilometer westlich der Siedlung führt die föderale Fernstraße R21 Kola Sankt Petersburg – Murmansk vorbei. An dieser beginnt dort die Regionalstraße 86K-127, die der Bahnstrecke nach Pjaoserski und weiter zur finnischen Grenze folgt; dort weiter in Richtung Kuusamo.
Ein ab 1941 errichteter Militärflugplatz gut zehn Kilometer westlich von Louchi wurde in den 1990er-Jahren aufgegeben.